# Kląskawka mongolska

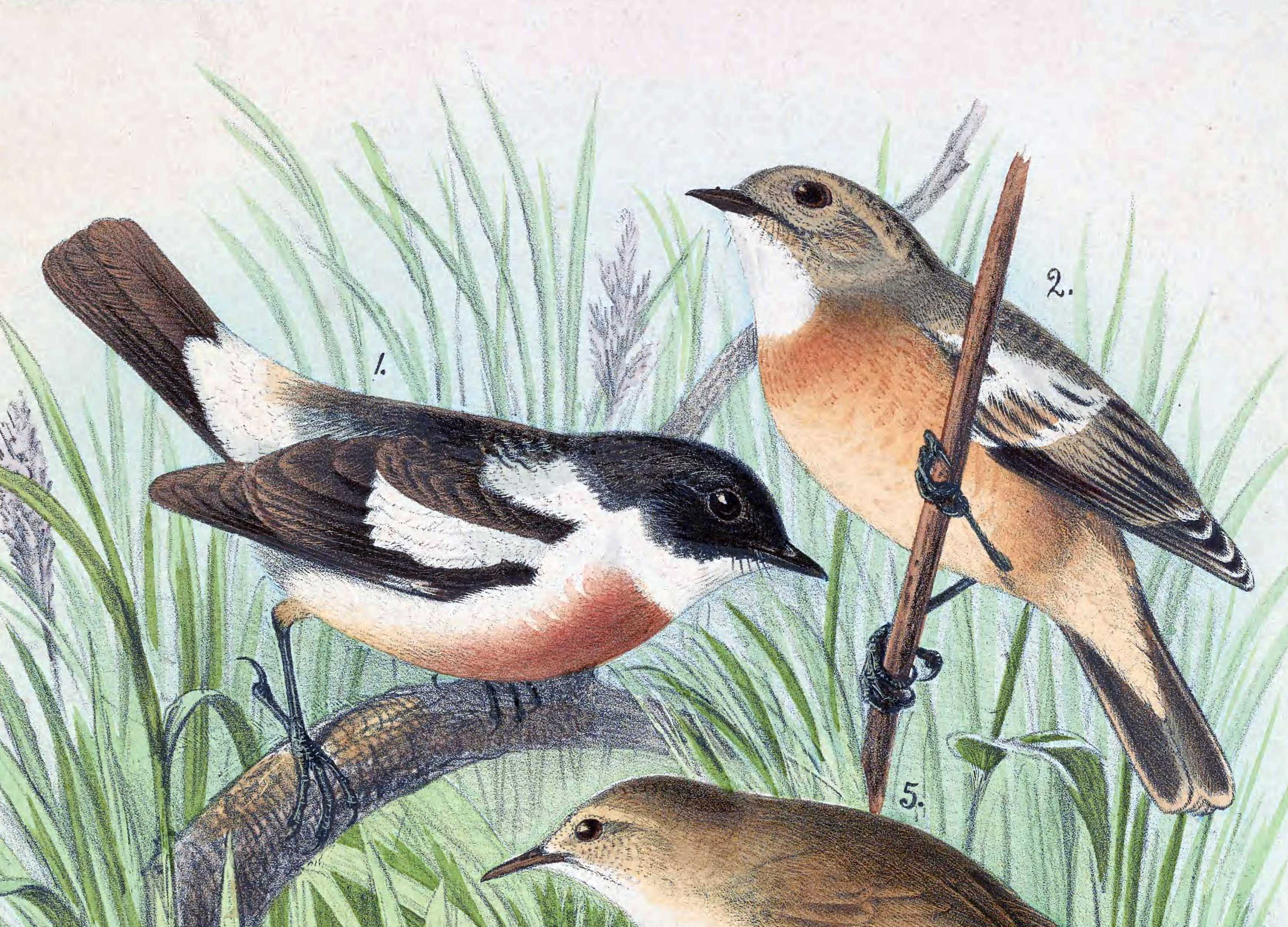
Dorosły samiec wraz z młodym (po prawej); ilustracja z 1889

Kląskawka mongolska (Saxicola insignis) – gatunek małego, wędrownego ptaka z rodziny muchołówkowatych (Muscicapidae). Gniazduje na styku Mongolii, Kazachstanu i Rosji. Narażony na wyginięcie.

## Taksonomia
Gatunek opisali po raz pierwszy J.E. Gray i G.R. Gray. Opis ukazał się w 1846 w dziele  Catalogue of the specimens and drawings of mammalia and birds of Nepal and Thibet. Holotyp pochodził z Nepalu. Gatunek monotypowy.

## Morfologia
Długość ciała 16–17 cm. U holotypu długość dzioba wzdłuż górnej krawędzi wyniosła około 13 mm, od kącika 19 mm; długość skrzydła 93 mm; długość skoku 27 mm. Ogółem kląskawka mongolska jest większa od wszystkich kląskawek z rodzaju Saxicola. Upierzeniem przypomina kląskawkę syberyjską (Saxicola maurus), ale przewyższa ją długością ciała o 3,5–4,5 cm, ponadto ma proporcjonalnie dłuższy ogon. Występuje dymorfizm płciowy. U samca głowa i wierzch ciała czarne. Broda i gardło białe; plama na gardle łączy się z rozległymi białymi obszarami po bokach szyi (jest to jedna z cech różniących kląskawkę mongolską od syberyjskiej). Kuper oraz spód ciała od piersi po okolice środka brzucha przybierają barwę rdzawopomarańczową u ptaka w świeżym upierzeniu. Sterówki czarne. Na skrzydłach widoczny duży biały obszar, obejmujący wewnętrzne pokrywy skrzydłowe oraz nasady lotek I i II rzędu. Widoczny zarówno w locie, jak i u siedzącego ptaka. U samicy na głowie i wierzchu ciała upierzenie szarobrązowe, pokryte brązowymi paskami; można dostrzec płową brew sięgającą do połowy pokryw usznych. Broda i gardło płowobiałe, pozostała część spodu ciała jasna, płowopomarańczowa.

## Zasięg występowania
Gatunek wędrowny. Gniazduje we wschodnim Kazachstanie, skrajnie południowej Rosji (Ałtaj), zachodniej Mongolii. Zimuje głównie w północnych Indiach i Nepalu. Jedna obserwacja w Bhutanie (dane z 2010), z kwietnia 1999. Na przelotach kląskawkę mongolską stwierdzono również w Chinach; wędruje przez Chiny i Tybet.

## Ekologia
W swoim obszarze lęgowym kląskawka mongolska zasiedla strefę alpejską i subalpejską na wysokości 2000–3100 m n.p.m. Rosyjska ornitolog Jelizawieta Kozłowa wskazuje, że S. insignis ma dość ścisłe preferencje co do doboru środowiska podczas lęgów. Preferuje obszary z obecnym wąwozem strumienia, nagimi skałami i porozrzucanymi kamieniami. Przesiaduje na skałach lub szczytach roślin, np. wierzby Salix arbuscula oraz brzozy karłowatej (Betula nana) podg. exilis. Na niższych wysokościach współwystępuje (sympatryczność) z rzepołuchami (Carduelis flavirostris), wróblami skalnymi (Petronia petronia) oraz nagórnikami (Monticola saxatilis). Na wyższych wysokościach sympatryczna wobec płochaczy himalajskich (Prunella himalayana), podróżniczków (Luscinia svecica) oraz pardw mszarnych (Lagopus lagopus). W miejscu badanym przez Jewgienija N. Panowa, znajdującym się w ówczesnym ZSRR, ptaki żyły na półpustynnym płaskowyżu z niezwykle ubogą, rzadko rozmieszczoną trawiastą roślinnością oraz z rozparcelowanymi po terenie niskimi krzewami; brak było małych strumieni czy płytkich wąwozów rzecznych. Obserwacje ptaków w niewoli wykazały, że nietypowe jest dla tego gatunku gniazdowanie w obszarach odległych od świeżej wody. W północno-zachodniej Mongolii pary tych ptaków obserwowano na alpejskich łąkach na wysokości 2430–2600 m n.p.m. Podczas zimowania (październik–maj) przebywa na obszarach trawiastych, zarówno podmokłych, jak i suchych, a także w trzcinowiskach, zaroślach tamaryszków i na uprawach trzciny cukrowej. Podczas przelotów pojawia się do 4500 m n.p.m.; zimuje na obszarach położonych poniżej 250 m n.p.m.

### Głos
Ali i Ripley wskazują na głos kontaktowy będący metalicznym tek-tek-tek, natomiast Panow wzmiankuje gniazdujące samce odzywające się tru-trup-tru, zarówno podczas powietrznych jak i naziemnych kontaktów z niepożądanym na terytorium samcem. Śpiew opisywany jak „atrakcyjny”, „słodki, ale monotonny”. Samiec śpiewa z wyeksponowanego miejsca, jak szczyt skały czy drzewa. Pożywienie gatunku stanowią bezkręgowce, głównie owady zbierane z ziemi. Zawartość żołądka osobnika odłowionego 10 kwietnia składała się z chrząszczy, larw oraz materii roślinnej, zaś u okazu pozyskanego 12 grudnia znaleziono larwy, biegaczowate i inne chrząszcze.

### Lęgi
Okres lęgowy trwa od czerwca do lipca. Na miejscach gniazdowania ptaki tworzą małe kolonie, liczące 2–10 par. Panow opisał terytoria kląskawek mongolskich w Rosji jako małe; z jednego punktu dało się usłyszeć i dostrzec 2–3 samce. Cztery gniazda odnalezione w rosyjskiej części Ałtaju były umieszczone w zagłębieniu liczącym około 30 cm długości, każde z nich znajdowało się niejako w zboczu zagłębienia, w którym płynął strumień; maskowały je zwisające kępy trawy. Każde z gniazd stanowi masywną strukturę umieszczoną w płytkim zagłębieniu. U nasady gniazdo ma średnicę 14–19 cm; komora gniazdowa liczy blisko 10,5 cm średnicy i 40–55 mm głębokości. Przednia ściana często jest gruba, liczy 2–7 cm grubości. Budulec stanowi sucha trawa, zaś materiał na wyściółkę wełna, pierze i, rzadziej, suchy mech. Prawdopodobnie wyprowadza dwa lęgi; obserwowano gniazda z jajami, w których były już pisklęta. W lęgu 4–5 jaj (różni autorzy podają inne przeciętne wartości). Ich skorupka przybiera kolor niebieskozielony, pokrywają ją ochrowobrązowe plamki i paski lub czerwonobrązowe kropki. Wysiaduje samica. Okres inkubacji nieznany, prawdopodobnie około 14 dni.

## Status i zagrożenia
Przez IUCN gatunek klasyfikowany jest jako narażony na wyginięcie (VU, Vulnerable) nieprzerwanie od 1994 (stan w 2020). Liczebność populacji, według szacunków, mieści się w przedziale 2500–9999 dorosłych osobników. Trend liczebności populacji uznawany jest za spadkowy. Głównym zagrożeniem jest utrata miejsc zimowania ze względu na osuszanie i przekształcanie w tereny rolnicze obszarów trawiastych; do tego trawa lub trzcina jest ścinana celem budowy strzech lub poddawana nadmiernemu wypasowi. Zasiedla 24 obszary uznane za ostoje ptaków IBA. Należą do nich m.in. Park Narodowy Kaziranga, Park Narodowy Nameri, okolice jeziora Dajan nuur, Park Narodowy Ćitwan.